# Tanysphyrus major
Tanysphyrus major — вид жуков из семейства брахицерид (Brachyceridae).

## Распространение
На территории России распространён на юге Сахалинской области и на южных Курильских островах. Также встречается в Японии, на островах Хонсю, Сикоку и Хоккайдо, на юго-востоке Китая и на острове Ява.

## Описание
Головотрубка самцов и самок от основания равномерно изогнутая, превышает длину переднеспинки (особенно у самок). Второй сегмент жгутика усиков самца ширококонусовидный., в два раза короче первого; с третьего по шестой сегменты квадратные. Переднеспинка наиболее широкая в середине. Надкрылья с крутым скатом.

## Экология
На острове Кунашир личинки этого вида минируют листья лизихитона камчатского (Lysichiton camtschatcense) по болотистым низинам, на сырых лугах и под пологом леса по берегам ручьёв.